# Tvetabergs säteri

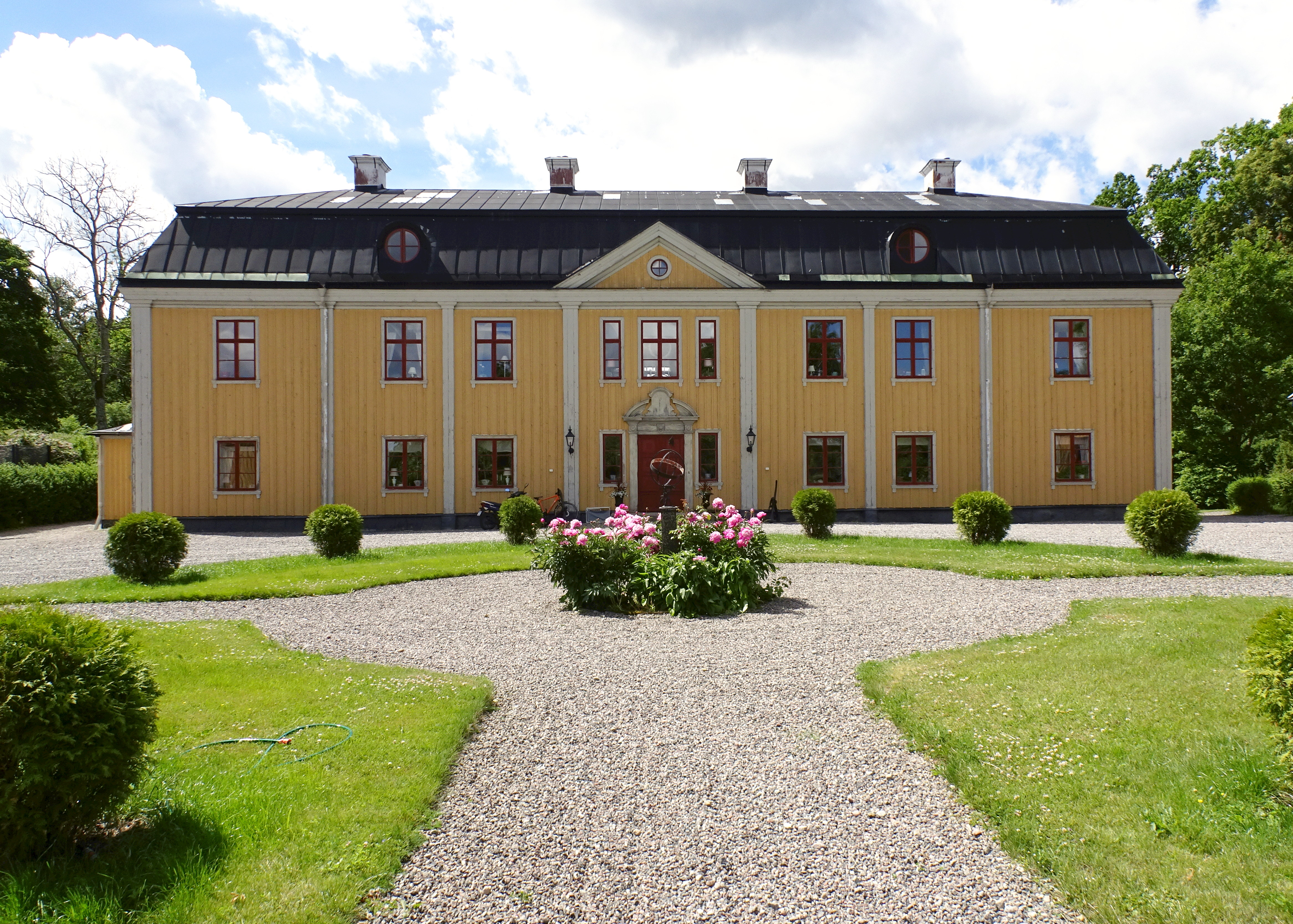
Tvetabergs huvudbyggnad i juni 2017.

Tvetaberg är en herrgård och ett tidigare säteri i Tveta socken beläget vid sjön Måsnaren i Södertälje kommun. Enligt kommunen utgör Tvetabergs gårdsanläggning med dess väl bevarade byggnader och långa allén en miljö av högt kulturhistoriskt värde.

## Historik

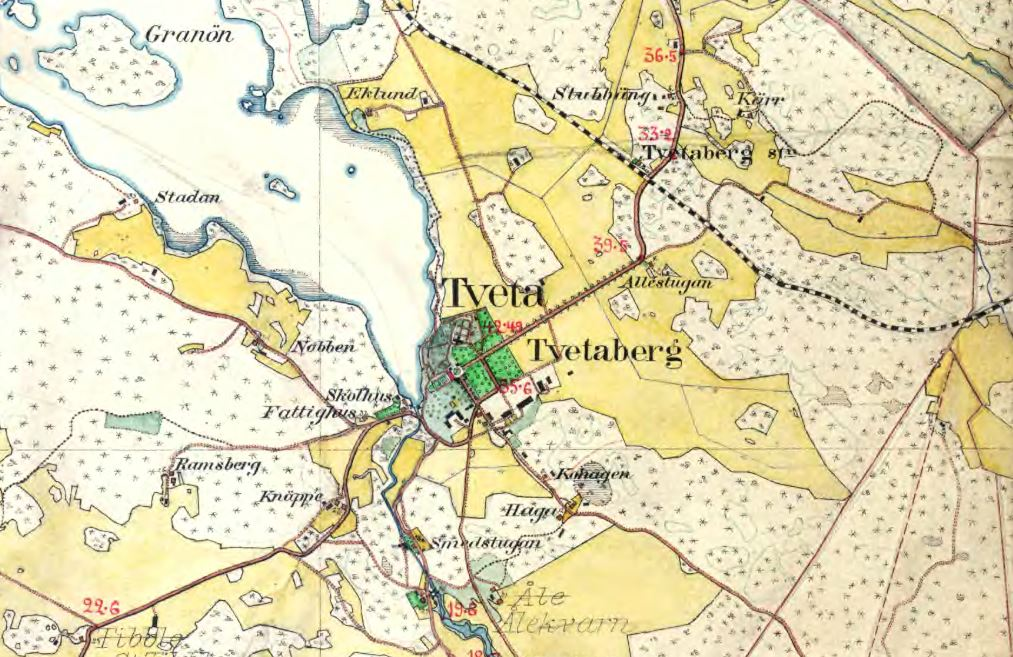
Tvetaberg och Tveta kyrka ca 1900.

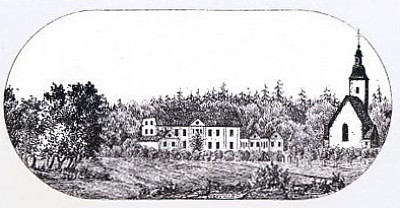
Clas Tamms illustration, 1850-talet..

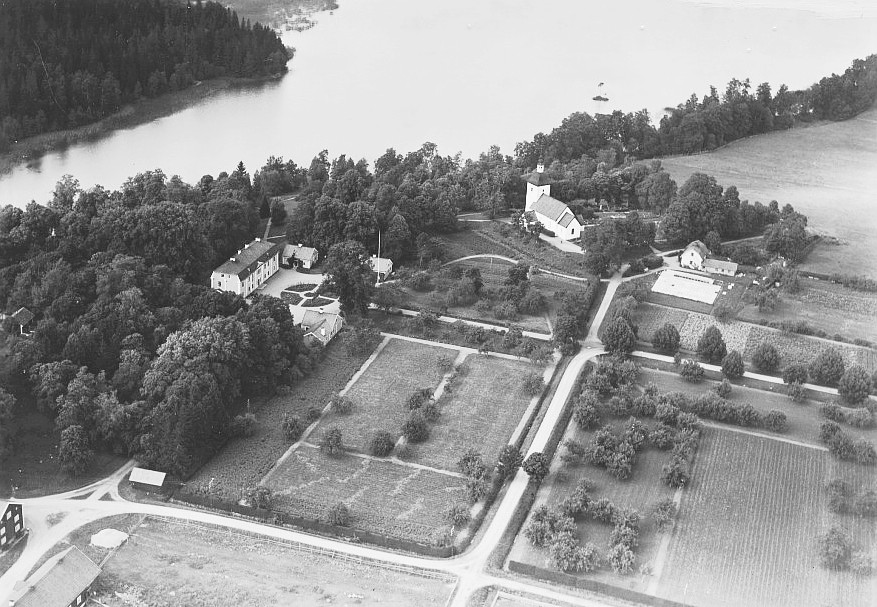
Tvetabergs gård med Tveta kyrka, 1935.

Flera gravfält norr och söder om gårdens huvudbyggnad vittnar om att platsen var bebodd under forntiden. Direkt norr om mangårdsbyggnaden reser sig Tveta kyrka med rötter tillbaka till slutet av 1200-talet. Tillsammans med kyrkan bildade säteriet ett naturligt sockencentrum. Förleden "tveta" (1291 in thuetum) är ett bygdenamn som innehåller plural av tvet för "röjning".
I slutet av 1600-talet skapades säteriet av fru Catharina (Carin) Lenström (Bååt) och landshövding Erik Lovisin. Den senare bildade 1693 ett släktfideikommiss av sin egendom Brandalsund, i Ytterjärna socken. Fram till 1796 eller 1797 ägdes gården av Lovisins arvingar. Därefter såldes Tvetaberg tillsammans med Saltskog gård till baron Fredrik Hierta. Nästa ägare var brukspatronen Clas Tamm som förvärvade egendomen 1839. Efter hans bortgång 1866 beboddes Tvetaberg av Tamms familj fram till 1895. På Tvetaberg föddes bland andra Pehr Gustaf Tamm, Olof Tamm och Hedvig Svedenborg (född Tamm), Hildegard Tamm, Alfhild Tamm, Ingeborg Hegardt och Märta Tamm-Götlind. 
I mitten av 1800-talet fanns knappt 160 personer skrivna på själva huvudgården och underliggande torp. Under 1800-talet tillkom nya samhällsfunktioner i sockencentrumet med skola, fattigstuga samt ett ålderdomshem (numera Vandrarhem Tvetagården). Skolan, som kom till på Tvetabergs initiativ kompletterade respektive avlöste under sent 1800-tal den äldre skolan. Vid Åleström, som förbinder de båda sjöarna Måsnaren och Lanaren, fanns även sågverk och en vattenkvarn samt ett tegelbruk. År 1895 öppnade Norra Södermanlands Järnväg (NrSlJ) med stationer vid Tvetaberg och Almnäs i Tveta socken (banan lades ner 1994).
Under 1900-talet avlöste flera ägare varandra. Familjen Ridderstolpe som idag bebor Tvetaberg har arrenderat gården sedan 1956 och ägt säteriet sedan mitten av 1980-talet.

## Bebyggelse
Dagens gårdsbebyggelse ligger i slutet av en cirka 700 meter lång trädplanterad allé. Corps-de-logi är en två våningars träbyggnad med plåttäckt säteritak. Fasaderna är klädda med stående, gulmålad träpanel som avdelas genom ljusgrå målade pilastrar. Entrésidan accentueras av en tympanon. I byggnaden finns 20 rum och ett kök. 
Huvudbyggnaden flankeras av två fristående flygelpar. Södra flygeln var ursprungligen säteriets kök, medan flygeln intill kallades landshövdingeflygeln och senare blev arrendatorsbostad. Norra flygeln är bevarad i skick från mitten av 1800-talet med bland annat fyra kakelugnar. I den fjärde flygeln fanns förmodligen gårdens mejeri. Söder om huvudbyggnaden, vid Tvetavägen, märks gårdens stora ekonomibyggnader som uppfördes i början av 1900-talet.
I januari 1986 eldhärjades huvudbyggnaden som brandskadades svårt, bara bottenvåningen stod kvar. Släckningsarbetena var besvärliga och släckvattnet frös i den stränga kylan. Under återbyggnadsarbetena på sommaren 1987 brann det igen och hösten 1987 kunde byggnaden slutligen återinvigas. När nuvarande huvudbyggnad ursprungligen uppfördes är okänt, men i samband med återuppbyggnaden försökte man återskapa utseendet från 1700-talet. Vid återuppbyggnaden medverkade bland andra konsthistorikern Lars Sjöberg.

## Nutida bilder

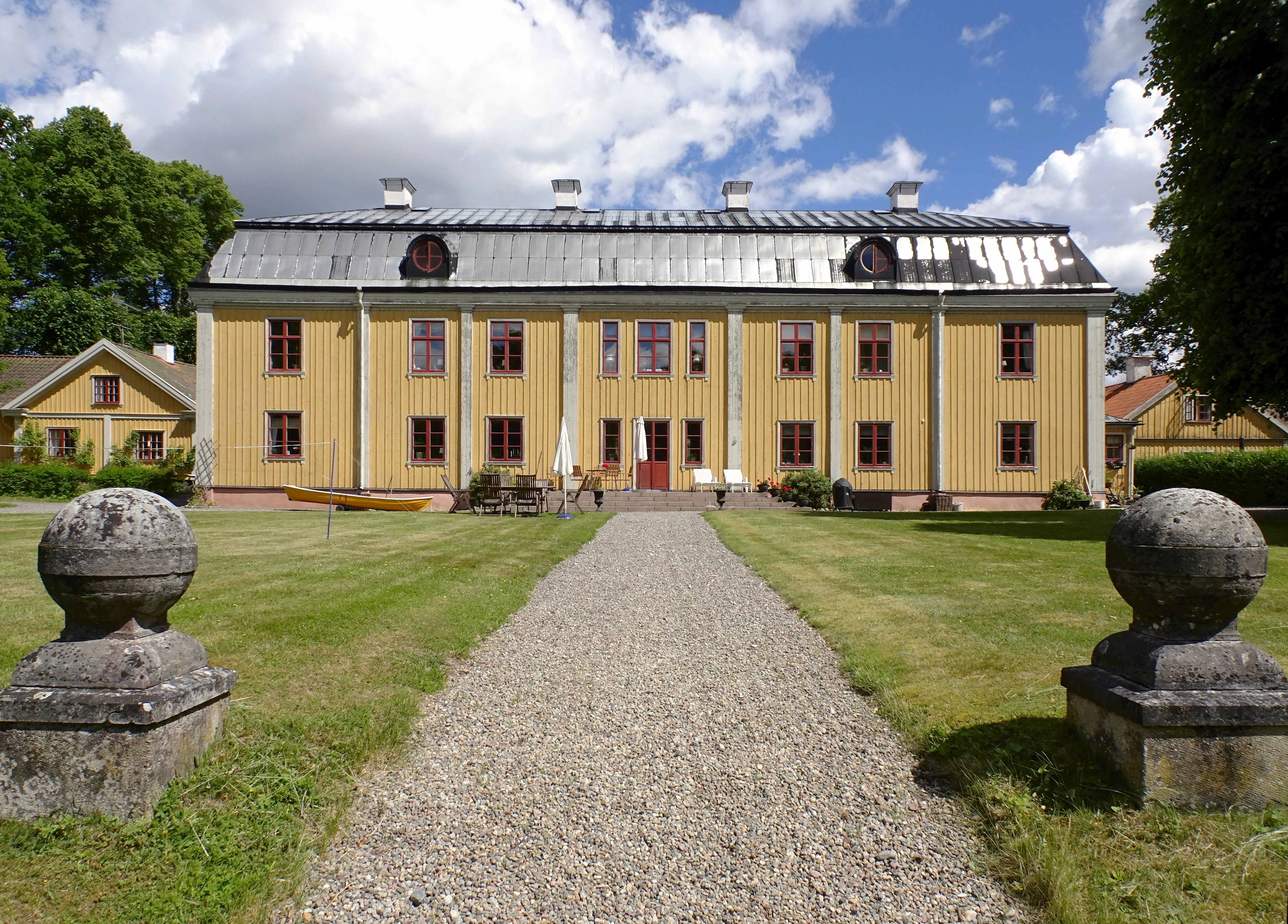
Huvudbyggnad, fasad mot väster
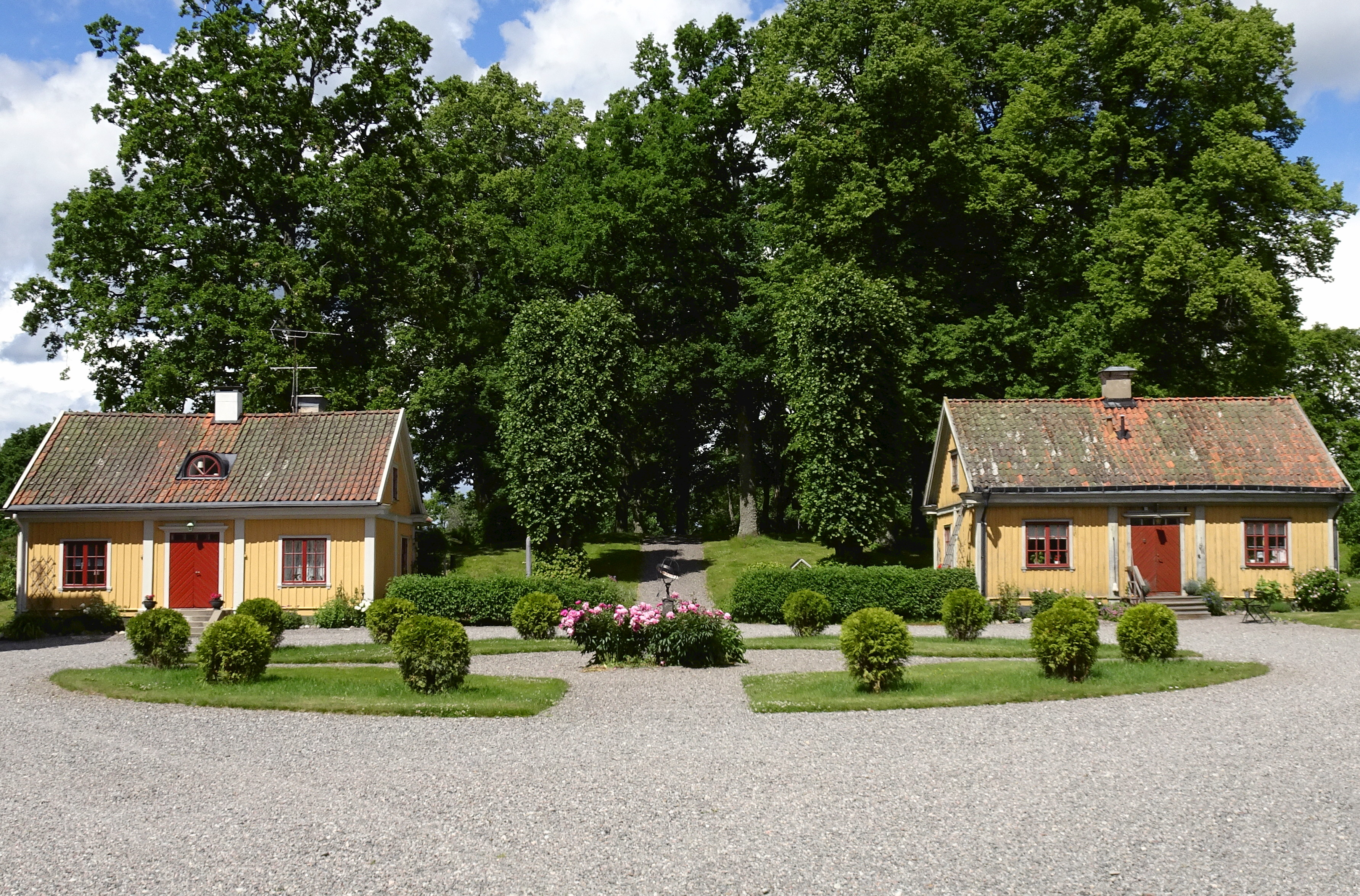
Norra flygelparet
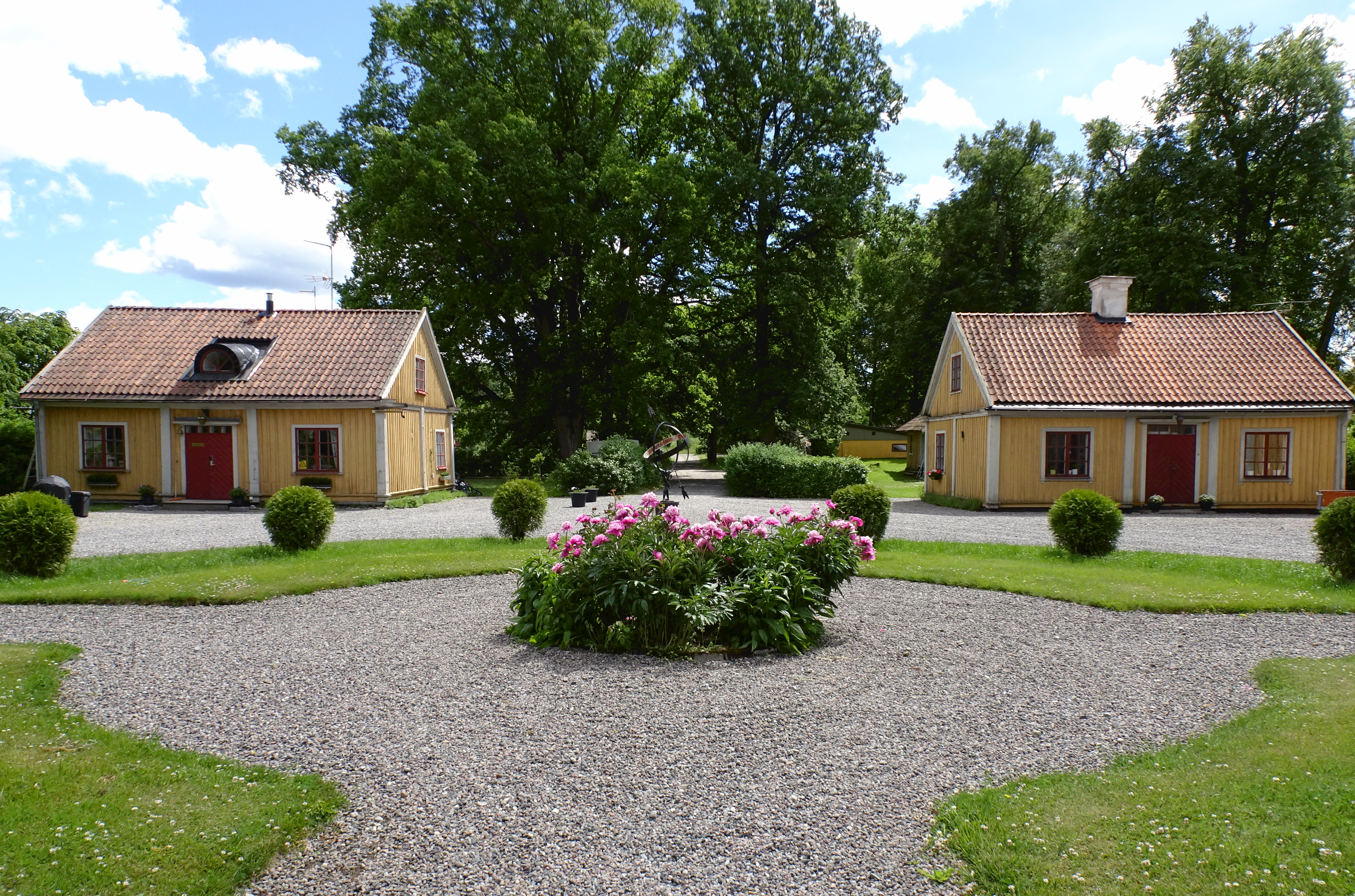
Södra flygelparet
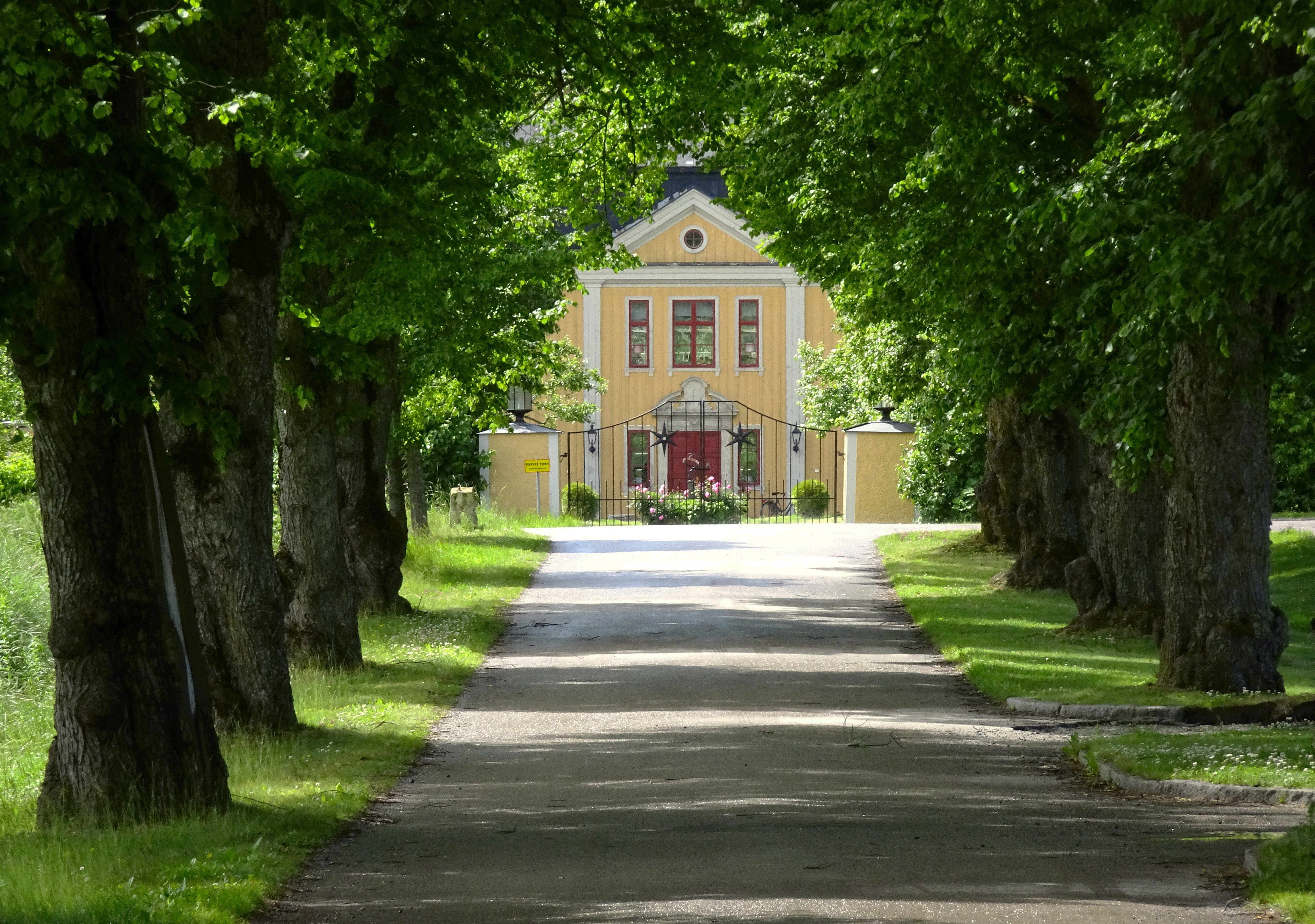
Allén med huvudbyggnaden i fonden

## Verksamhet

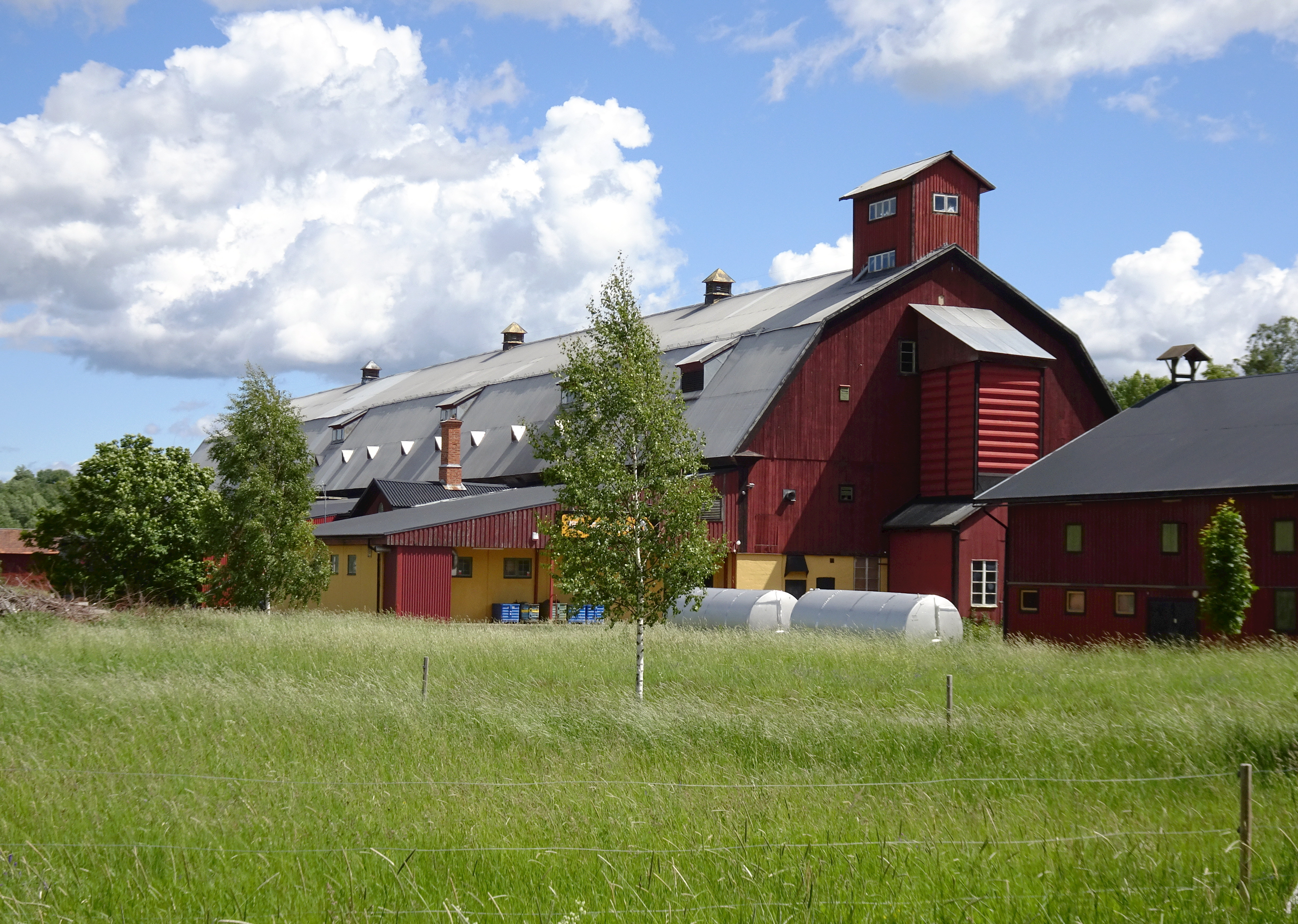
Tvetabergs säteri, stora ladan.

Flygelbyggnaderna är uthyrda som privatbostäder. Huvudbyggnaden användes under många år som privat bostad och hyrdes ut till turister under sommarhalvåren. Under fyra år, fram till november 2016, hyrdes huvudbyggnaden av Studieförbundet Bilda och stiftelsen Sankt Ignatios Andliga Akademi som hade sitt Centrum för Östkyrkliga studier här. Numera bebos huvudbyggnaden av ägarfamiljen.
Sedan början av 1980-talet ägs Tvetabergs markområde av Södertälje kommun som utarrenderar jordbruket. På gården hölls tidigare mjölkkor och under 50 år fanns ett av Mälardalens största hönserier i den stora ladan vid Tvetavägen. Marken omfattar 230 hektar varav ca 206 hektar åkermark. Verksamheten omfattar odling av spannmål och oljeväxter.